# Station Zembrzyce
Station Zembrzyce is een spoorwegstation in de Poolse plaats Zembrzyce.